# Marina (Vorname)
Marina (auch Maryna, frz. Marine) ist ein weiblicher Vorname.

## Herkunft und Bedeutung des Namens
Marina ist die weibliche Form von Marinus. Der Name leitet sich vom lateinischen marinus („aus dem Meer stammend, zum Meer gehörend, am Meer lebend“) ab. In Deutschland wurde der Name seit 1959 durch den Schlager Marina von Rocco Granata geläufig; er verwendete den Namen einer Zigarettenmarke.
Unabhängig davon existiert der Vorname auch im Japanischen mit unterschiedlichen Bedeutungen.

## Varianten
Mareen, Maren, Marena, Marine, Marinka, Maryna, Mirena, Marishka

## Namenstag
15. November, da abgeleitet von Marinus († 15. November 697), einem iroschottischen Wanderbischof und Heiligen der römisch-katholischen Kirche. Sein kirchlicher Gedenktag wird am 15. November begangen. In seiner Gedenkkirche in Wilparting am Irschenberg ist dieser Tag als „Mareis-Tag“ bekannt und galt früher als Feiertag.
18. Juni und 17. Juli.

## Namensträgerinnen

### Marina
- Marina von Antiochien (3./4. Jahrhundert), Heilige
- Marina von Bithynien (5. Jahrhundert), Heilige
- Marina, Duchess of Kent (1906–1968), Prinzessin von Griechenland und Dänemark
- Marina Abramović (* 1946), serbische Künstlerin
- Marina Wjatscheslawowna Anissina (* 1975), russische Eiskunstläuferin
- Marina Berti (1924–2002), italienische Schauspielerin
- Marina M. Blanke (* 1991), deutsche Schauspielerin und Moderatorin
- Marina Brogi (* 1967), italienische Wirtschaftswissenschaftlerin
- Marina Cukseeva (* 1963), deutsch-kasachische Volleyballspielerin und heutige -trainerin
- Marina Davydova (* 1966), Theaterwissenschaftlerin, Theaterkritikerin und Kulturmanagerin
- Marina Diamandis (* 1985), griechisch/walisische Sängerin
- Marina Anna Eich (* 1976), deutsche Schauspielerin
- Marina Endicott (* 1958), kanadische Schriftstellerin
- Marina Frenk (* 1986), deutsche Schauspielerin, Hörspielsprecherin und Musikerin
- Marina Ginestà (1919–2014), spanische Journalistin und Autorin
- Marina Hands (* 1975), französische Schauspielerin
- Marina Hoermanseder (* 1986), österreichische Modedesignerin
- Marina Inoue (* 1985), japanische Synchronsprecherin und Sängerin
- Marina Jurjewna Iljitschowa-Ryschakowa (1959–2018), sowjetische bzw. russische Theater- und Film-Schauspielerin
- Marina Jenkner (* 1980), deutsche Filmemacherin und Autorin
- Marina Germanowna Karpunina (* 1984), russische Basketballspielerin
- Marina Kiehl (* 1965), deutsche Skirennläuferin
- Marina Kielmann (* 1968), deutsche Roll- und Eiskunstläuferin
- Marina Wladimirowna Klimowa (* 1966), russische Eiskunstläuferin
- Marina Langner (* 1954), deutsches Fotomodell, Schönheitskönigin und Schauspielerin
- Marina Lewycka (* 1946), britisch-ukrainische Schriftstellerin
- Marina Makropoulou (* 1960), griechische Schachspielerin rumänischer Herkunft
- Marina Manakov (* 1969), deutsch-russische Schachspielerin
- Marina Marx (* 1990), deutsche Schlagersängerin
- Marina Massironi (* 1963), italienische Schauspielerin
- Marina Mniszech (1588–1614), polnische Adlige und russische Zarin
- Marina Münkler (* 1960), deutsche Literaturwissenschaftlerin
- Marina Naprushkina (* 1981), belarussische Künstlerin und Aktivistin
- Marina Nigg (* 1984), Liechtensteiner Skirennläuferin
- Marina Wiktorowna Orlowa (* 1986), russische Schauspielerin
- Marina Wladimirowna Orlowa (* 1980), russische Anglistin und Youtuberin
- Marina Wladimirowna Owsjannikowa (* 1978), russische Redakteurin
- Marina Poroso (* 1998), ecuadorianische Leichtathletin (Sprint, Hürdenlauf)
- Marina Raskowa (1912–1943), sowjetische Pilotin
- Marina Ripa di Meana (1941–2018), italienische Fernsehpersönlichkeit
- Marina Rodnina (* 1960), deutsche Biochemikerin ukrainischer Abstammung
- Marina Ruperti (* 1952), deutsche Fernsehjournalistin
- Marina Schuster (* 1975), deutsche Politikerin (FDP)
- Marina Silva (* 1958), brasilianische Umweltschützerin und Politikerin
- Marina Sirtis (* 1955), US-amerikanische Schauspielerin
- Marina Squerciati (* 1984), US-amerikanische Schauspielerin
- Marina Tchebourkina (* 1965), französisch-russische Organistin und Musikwissenschaftlerin
- Marina Tamássy (* 1970), deutsche Kabarettistin / Ensemble DIE UNTIERE, Sängerin, Bühnenkünstlerin, Sprecherin, Regisseurin
- Marina Tscherkassowa (* 1972), russische Freestyle-Skierin
- Marina Vlady (* 1938), französische Schauspielerin
- Marina Weisband (* 1987), deutsche Politikerin (Bündnis 90/Die Grünen)
- Marina Yaguello (* 1944), französische Linguistin, Anglistin und Romanistin
- Marina Iwanowna Zwetajewa (1892–1941), russische Dichterin und Schriftstellerin

### Marine
- Marine Bolliet (* 1988), französische Biathletin
- Marine Debauve (* 1988), französische Turnerin
- Marine Delterme (* 1970), französische Schauspielerin
- Marine Dusser (* 1988), französische Biathletin
- Marine Gauthier (* 1990), französische Skirennläuferin
- Marine Johannès (* 1995), französische Basketballspielerin
- Marine Le Pen (* 1968), französische Politikerin
- Marine Petrosjan (* 1960), armenische Dichterin, Essayistin und Kolumnistin
- Marine Rougeot (* 1986), französische Biathletin
- Marine Tondelier (* 1986), französische Politikerin (EELV)
- Marine Vacth (* 1991), französische Schauspielerin und Model

### Maryna
- Maryna Anzybor (* 1987), ukrainische Skilangläuferin
- Maryna Bech-Romantschuk (* 1995), ukrainische Leichtathletin (Weitsprung, Dreisprung)
- Maryna Gąsienica-Daniel (* 1994), polnische Skirennläuferin
- Maryna Er Horbatsch (* 1981), ukrainische Filmregisseurin und Drehbuchautorin
- Maryna Hladun (* 1992), ukrainische Beachvolleyballspielerin
- Maryna Kylypko (* 1995), ukrainische Stabhochspringerin
- Maryna Lissohor (* 1983), ukrainische Skilangläuferin
- Maryna Lytowtschenko (* 1991), ukrainische Para-Tischtennisspielerin
- Maryna Pestrjakowa (* 1972), ukrainische Skilangläuferin
- Maryna Skolota (* 1963), ukrainische Biathletin
- Maryna Solatawa (* 1977), belarussische Journalistin und politische Gefangene
- Maryna Strilezka (* 1983), ukrainische Fußballschiedsrichterassistentin
- Maryna Viazovska (* 1984), ukrainische Mathematikerin
- Maryna Wroda (* 1982), ukrainische Filmregisseurin
- Maryna Zanevska (* 1993), belgische Tennisspielerin ukrainischer Herkunft